# Relatta serrata
Relatta serrata är en insektsart som först beskrevs av Johann Gottlieb Otto Tepper 1904.  Relatta serrata ingår i släktet Relatta och familjen gräshoppor. Inga underarter finns listade i Catalogue of Life.